# میر (خواننده)
بانگ چول یونگ (کره‌ای: 방철용؛ زادهٔ ۱۰ مارس ۱۹۹۱) که بیشتر با نام هنری میر (انگلیسی: Mir) شناخته می‌شود، خواننده، رپر، رقصنده و بازیگر اهل کره جنوبی است. او یکی از اعضای گروه پسرانه کره‌ای ام‌بلک است. او در سال ۲۰۱۶ سربازی خود را آغاز کرد و در ژوئیه ۲۰۱۸ مرخص شد. میر برادر کوچکتر بازیگر گو اون آه است.